# نيمورو (هوكايدو)
مدينة نيمورو (بالإنجليزية: Nemuro)‏ هي أحد المدن التابعة لمحافظة هوكايدو. تأسست رسميًا في 01/08/1957. ويقدر عدد سكانها بـ 28923 نسمة حسب تقدير مكتب الإحصاء الياباني لعام 2012. تبلغ مساحة نيمورو 512.63 كم2. بكثافة سكانية تبلغ 56.4 نسمة/كم2.

## المناخ
يظهر الجدول التالي التغييرات المناخية على مدار السنة لنيمورو:
| البيانات المناخية لـنيمورو             | البيانات المناخية لـنيمورو | البيانات المناخية لـنيمورو | البيانات المناخية لـنيمورو | البيانات المناخية لـنيمورو | البيانات المناخية لـنيمورو | البيانات المناخية لـنيمورو | البيانات المناخية لـنيمورو | البيانات المناخية لـنيمورو | البيانات المناخية لـنيمورو | البيانات المناخية لـنيمورو | البيانات المناخية لـنيمورو | البيانات المناخية لـنيمورو | البيانات المناخية لـنيمورو |
| الشهر                                  | يناير                      | فبراير                     | مارس                       | أبريل                      | مايو                       | يونيو                      | يوليو                      | أغسطس                      | سبتمبر                     | أكتوبر                     | نوفمبر                     | ديسمبر                     | المعدل السنوي              |
| -------------------------------------- | -------------------------- | -------------------------- | -------------------------- | -------------------------- | -------------------------- | -------------------------- | -------------------------- | -------------------------- | -------------------------- | -------------------------- | -------------------------- | -------------------------- | -------------------------- |
| الدرجة القصوى °م (°ف)                  | 8 (46)                     | 8 (47)                     | 13 (55)                    | 20 (68)                    | 26 (79)                    | 27 (81)                    | 31 (88)                    | 31 (88)                    | 26 (79)                    | 23 (73)                    | 17 (63)                    | 12 (54)                    | 31 (88)                    |
| متوسط درجة الحرارة الكبرى °م (°ف)      | −1.2 (29.8)                | −1.6 (29.1)                | 1.6 (34.9)                 | 7.2 (45.0)                 | 11.5 (52.7)                | 14.4 (57.9)                | 17.9 (64.2)                | 20.8 (69.4)                | 18.8 (65.8)                | 14.4 (57.9)                | 8.3 (46.9)                 | 2.1 (35.8)                 | 9.5 (49.1)                 |
| المتوسط اليومي °م (°ف)                 | −3.7 (25.3)                | −4.3 (24.3)                | −1.3 (29.7)                | 3.4 (38.1)                 | 7.3 (45.1)                 | 10.6 (51.1)                | 14.2 (57.6)                | 17.3 (63.1)                | 15.7 (60.3)                | 11.3 (52.3)                | 5.3 (41.5)                 | −0.5 (31.1)                | 6.3 (43.3)                 |
| متوسط درجة الحرارة الصغرى °م (°ف)      | −6.9 (19.6)                | −7.6 (18.3)                | −4.3 (24.3)                | 0.4 (32.7)                 | 4.1 (39.4)                 | 7.7 (45.9)                 | 11.5 (52.7)                | 14.7 (58.5)                | 13.1 (55.6)                | 8.2 (46.8)                 | 1.9 (35.4)                 | −3.6 (25.5)                | 3.3 (37.9)                 |
| أدنى درجة حرارة °م (°ف)                | −18 (−1)                   | −22 (−8)                   | —                          | −8 (18)                    | −2 (28)                    | 2 (36)                     | 4 (39)                     | 9 (48)                     | 6 (43)                     | 1 (33)                     | −7 (20)                    | −12 (10)                   | −22 (−8)                   |
| الهطول مم (إنش)                        | 35.5 (1.40)                | 22.6 (0.89)                | 52.5 (2.07)                | 66.5 (2.62)                | 102.1 (4.02)               | 90.9 (3.58)                | 121.7 (4.79)               | 120.8 (4.76)               | 167.0 (6.57)               | 106.3 (4.19)               | 84.5 (3.33)                | 50.4 (1.98)                | 1٬020٫8 (40.2)             |
| متوسط تساقط الثلوج سم (إنش)            | 62 (24)                    | 55 (22)                    | 50 (20)                    | 14 (5.5)                   | 1 (0.4)                    | 0 (0)                      | 0 (0)                      | 0 (0)                      | 0 (0)                      | 0 (0)                      | 5 (2.0)                    | 36 (14)                    | 223 (87.9)                 |
| متوسط أيام هطول الأمطار (≥ 0.5 mm)     | 9.8                        | 6.0                        | 9.3                        | 9.4                        | 10.5                       | 9.7                        | 11.3                       | 10.6                       | 11.5                       | 10.4                       | 10.0                       | 9.7                        | 118.2                      |
| متوسط الأيام المثلجة                   | 25.6                       | 24.9                       | 19.8                       | 3.3                        | 0.1                        | 0                          | 0                          | 0                          | 0                          | 0                          | 1.2                        | 11.6                       | 86.5                       |
| متوسط الرطوبة النسبية (%)              | 71                         | 73                         | 75                         | 78                         | 82                         | 89                         | 91                         | 89                         | 84                         | 75                         | 69                         | 68                         | 79                         |
| ساعات سطوع الشمس الشهرية               | 152.8                      | 164.8                      | 190.8                      | 177.4                      | 176.2                      | 135.6                      | 112.6                      | 127.7                      | 145.5                      | 167.7                      | 146.5                      | 146.0                      | 1٬843٫6                    |
| المصدر #1: Japan Meteorological Agency |                            |                            |                            |                            |                            |                            |                            |                            |                            |                            |                            |                            |                            |
| المصدر #2: Weather Base (records)      |                            |                            |                            |                            |                            |                            |                            |                            |                            |                            |                            |                            |                            |

## توأمة
لنيمورو (هوكايدو) اتفاقيات توأمة مع كل من:
- سيتكا
- سفيرو-كوريلسك
- كوروبي (أكتوبر 1976 - )